# Давид Тонојан
Давид Едгари Тонојан (јерменски: Դավիթ Էդգարի Տոնոյան; Оскемен, 27. децембар 1967) је јерменски политичар и тренутни министар одбране Јерменије. Од 2017. до 2018. био је министар за ванредне ситуације.